# FR Canis Majoris
FR Canis Majoris è una stella bianco-azzurra nella sequenza principale di magnitudine 5,58 situata nella costellazione del Cane Maggiore. Dista 1673 anni luce dal sistema solare.

## Osservazione
Si tratta di una stella situata nell'emisfero celeste australe; grazie alla sua posizione non fortemente australe, può essere osservata dalla gran parte delle regioni della Terra, sebbene gli osservatori dell'emisfero sud siano più avvantaggiati. Nei pressi dell'Antartide appare circumpolare, mentre resta sempre invisibile solo in prossimità del circolo polare artico. La sua magnitudine pari a 5,6 la pone al limite della visibilità ad occhio nudo, pertanto per essere osservata senza l'ausilio di strumenti occorre un cielo limpido e possibilmente senza Luna.
Il periodo migliore per la sua osservazione nel cielo serale ricade nei mesi compresi fra dicembre e maggio; da entrambi gli emisferi il periodo di visibilità rimane indicativamente lo stesso, grazie alla posizione della stella non lontana dall'equatore celeste.

## Caratteristiche fisiche
La stella è una bianco-azzurra di sequenza principale, ed è una stella Be che ruota velocemente su se stessa e anche una variabile Gamma Cassiopeiae, con la magnitudine che varia da 5,46 a 5,64, poiché, come altre stelle di questo tipo a rapida rotazione, sono circondate da un disco circumstellare formato dalla materia espulsa per forza centrifuga che ne occulta talvolta la luce. 
Possiede una magnitudine assoluta di -2,97 e la sua velocità radiale positiva indica che la stella si sta allontanando dal sistema solare.

### Compagne
FR Canis Majoris ha una compagna di magnitudine 9,7, a 4,2 secondi d'arco di distanza e con angolo di posizione di 23 gradi, che potrebbe essere effettivamente legata gravitazionalmente a essa. Un'altra stella di undicesima magnitudine è a 56,5 secondi d'arco di distanza, ma potrebbe essere solo sulla linea di vista con la Terra e non è legata alla principale.